# Кочержат Іван Омелянович
Іва́н Омеля́нович Кочержа́т (* 8 червня 1974, с. Джугастрове, Іванівський район, Одеська область — † 7 липня 2023, поблизу Авдіївки, Покровський район, Донецька область) — військовослужбовець, командир механізованого взводу у складі 110 окремої механізованої бригади імені генерала-хорунжого Марка Безручка, учасник російсько-української війни, державний службовець.

## Життєпис
Народився 8 червня 1974 року в селі Джугастрове Іванівського району Одеської області. Невдовзі переїхав на постійне місце проживання до міста Долини Івано-Франківської області.

### Освіта
З 1980 по 1991 рік навчався в Долинській середній школі № 6 (нині - Долинський ліцей №6 "Європейський"). Змалку був усебічно розвинутою, товариською людиною. Особливий інтерес у нього викликала всесвітня історія, географія, природничі науки.
У 1996 році закінчив Львівський національний університет ветеринарної медицини та біотехнологій імені С. З. Ґжицького за спеціальністю "Зооінженерія".
У 2013 році здобув другу вищу освіту у Львівському регіональному інституті державного управління Національної академії державного управління при Президентові України за спеціальністю "Державне управління".

### Кар’єрний шлях
Найбільшу частину професійної діяльності присвятив державній службі.
З червня 1996 року працював на посаді спеціаліста організаційного відділу Долинської районної державної адміністрації.
У травні 1997 року був призваний на службу до Збройних сил України. У 1998 році, після служби, повернувся на роботу в Долинську РДА.
У 2007 році був переведений на посаду начальника відділу надзвичайних ситуацій та екобезпеки Долинської РДА.
У 2009 році був призначений першим заступником голови Долинської РДА.
З 2010 по 2014 рік працював на посаді заступника голови Долинської РДА.
Мав неабиякі лідерські здібності, зазнавав довіри та поваги мешканців району.
Під час перебування на посаді заступника сприяв та був активно залучений до реалізації численних проєктів з благоустрою громади. Серед таких проєктів, зокрема, будівництво шкіл у селах Княжолука, Мислівка та Вишків; реконструкція систем опалення, перекриття дахів, заміна вікон та утеплення практично всіх дитячих садків, шкіл та медичних закладів у Долинському районі; будівництво доріг, укріплення берегів річок; залучення до робіт з будівництва будинку паломників поруч Гошівського монастиря, а також памʼятників українським героям.
Після завершення роботи на державній службі займався підприємницькою діяльністю.

### Особисте життя
У 2000 році одружився. Вперше став батьком у 2001 році, вдруге - у 2004. За свідченнями дітей, батько мав визначальний вплив на формування патріотичної ідентичності доньок, зокрема прищепив інтерес до історії та суспільних наук.
Внук Кочержата Івана Дмитровича, стрільця сотні Петра Миколенка "Байди" у складі Української повстанської армії. Разом з дружиною, Кочержат Катериною Михайлівною, був репресований органами НКВС. Відбували заслання у Карагандинському виправно-трудовому таборі, згодом потрапили під амністію. Протягом усього дитинства Іван виховувався саме дідом Іваном та бабусею Катериною, і завдячував їм своєю національною свідомістю.

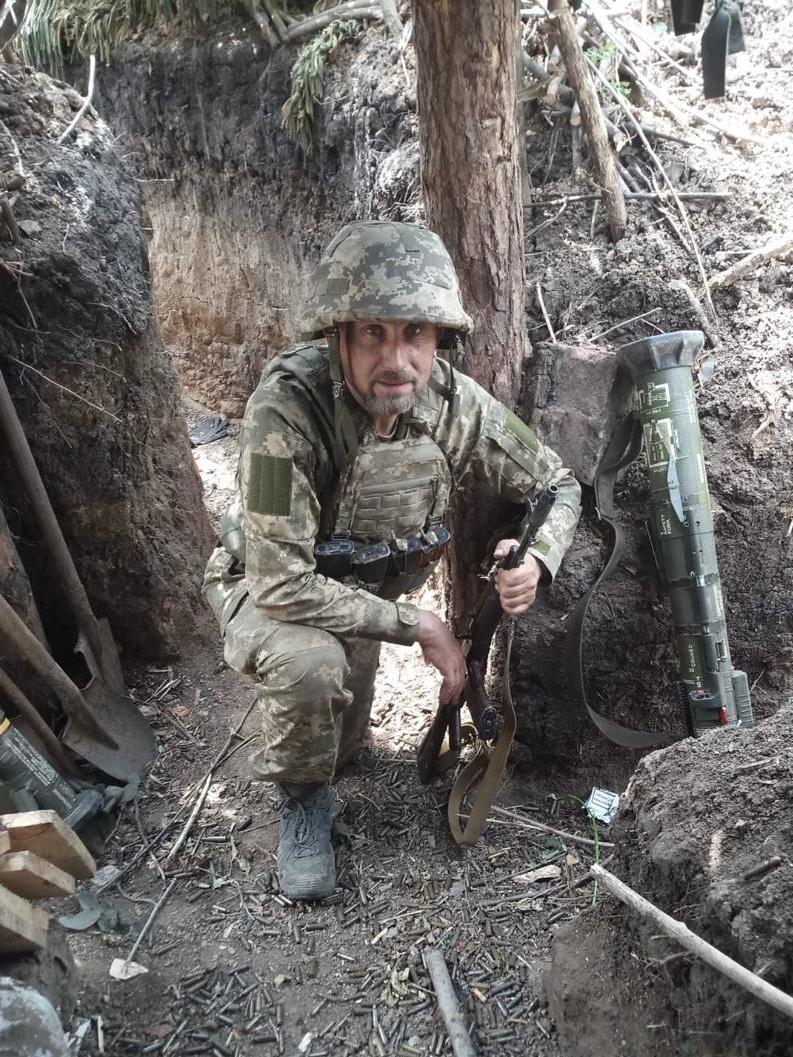
Останнє фото з позиції. Зроблене 7 липня 2023 року, за кілька годин до загибелі.

## Участь у російсько-українській війні
У грудні 2022 року за своєю ініціативою вступив на військову службу, звернувшись до Долинського військкомату та виявивши бажання бути мобілізованим до лав Збройних сил України. Успішно закінчив курси перепідготовки та підвищення кваліфікації у Національній академії сухопутних військ імені гетьмана Петра Сагайдачного.
15 березня 2023 року був направлений в зону бойових дій, на Авдіївський напрямок, як старший лейтенант, командир механізованого взводу механізованої роти механізованого батальйону 110 окремої механізованої бригади імені генерала-хорунжого Марка Безручка.
7 липня 2023 року загинув внаслідок мінометного обстрілу, під час виконання службових обов’язків внаслідок штурмових дій з боку противника біля Авдіївки Покровського району Донецької області, захищаючи суверенітет і територіальну цілісність України.
14-15 липня 2023 року було оголошено днями жалоби за загиблим у Долинській громаді. Поховали героя 15 липня на Долинському міському кладовищі.

### Нагороди
- Відповідно до указу Президента України №5/2024 від 8 січня 2024 року посмертно нагороджений орденом Богдана Хмельницького ІІІ ступеня — "За особисту мужність, виявлену у захисті державного суверенітету та територіальної цілісності України, самовіддане виконання військового обов’язку"[3]
- 1 жовтня 2023 року посмертно нагороджений медаллю Івано-Франківської обласної ради "Лицар бойового чину".
- Враховуючи значні особисті заслуги перед Долинською територіальною громадою, відповідно до рішення Долинської міської ради Калуського району Івано-Франківської області від 8 серпня 2023 року Івана Омеляновича Кочержата посмертно нагороджено відзнакою "За заслуги перед Долинською громадою"[4].

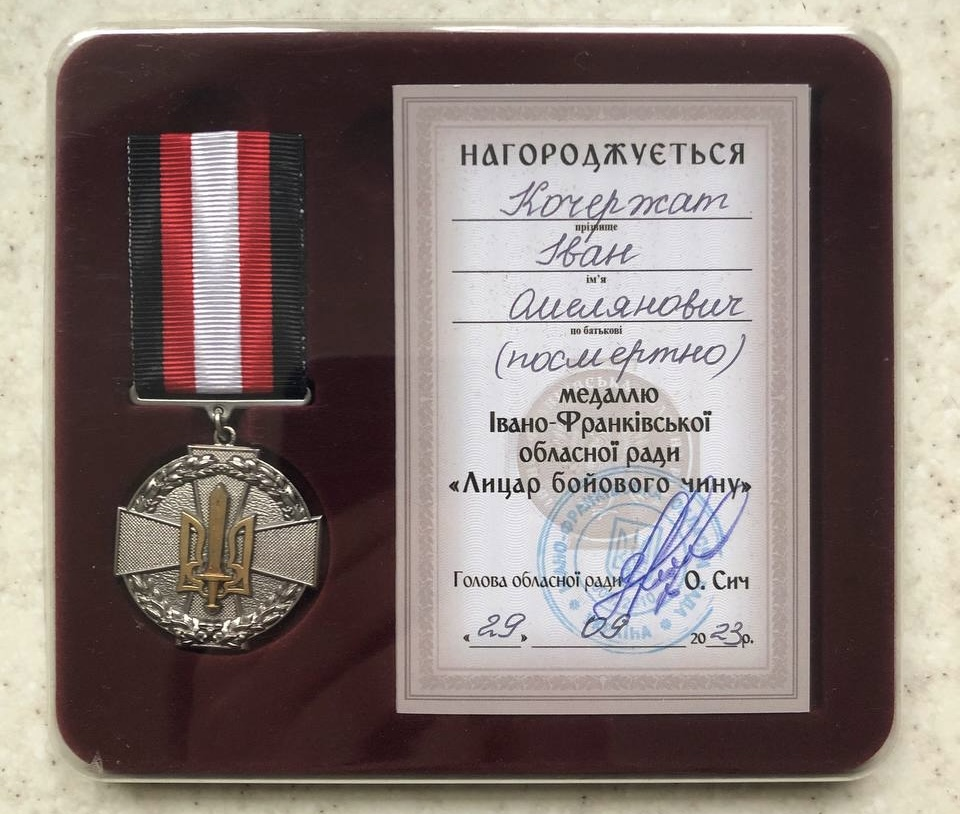
Медаль "Лицар бойового чину". Архівне фото.
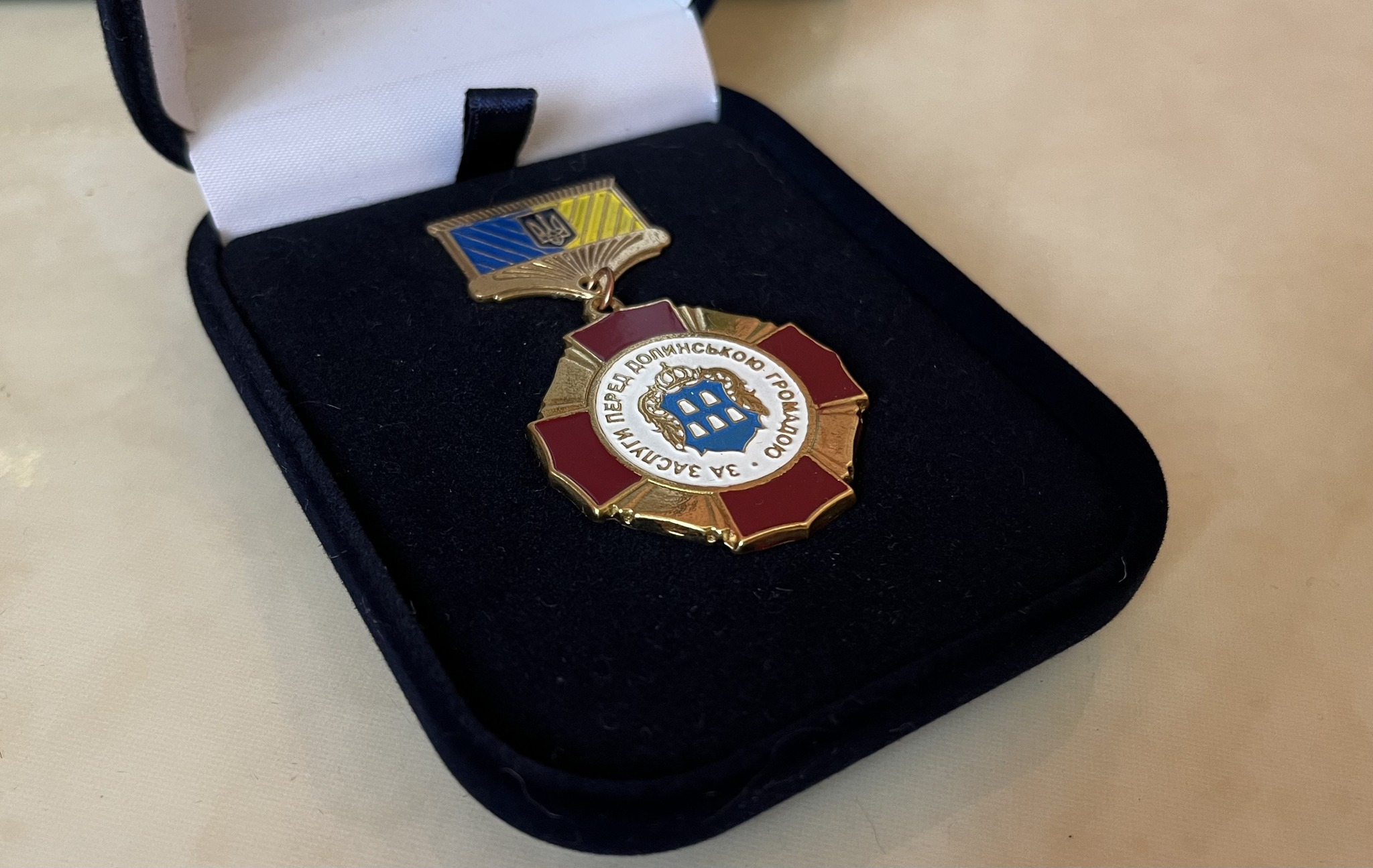
Нагорода "За заслуги перед Долинською громадою". Фото з особистого архіву сім’ї.